# Osaka Prefectural Government

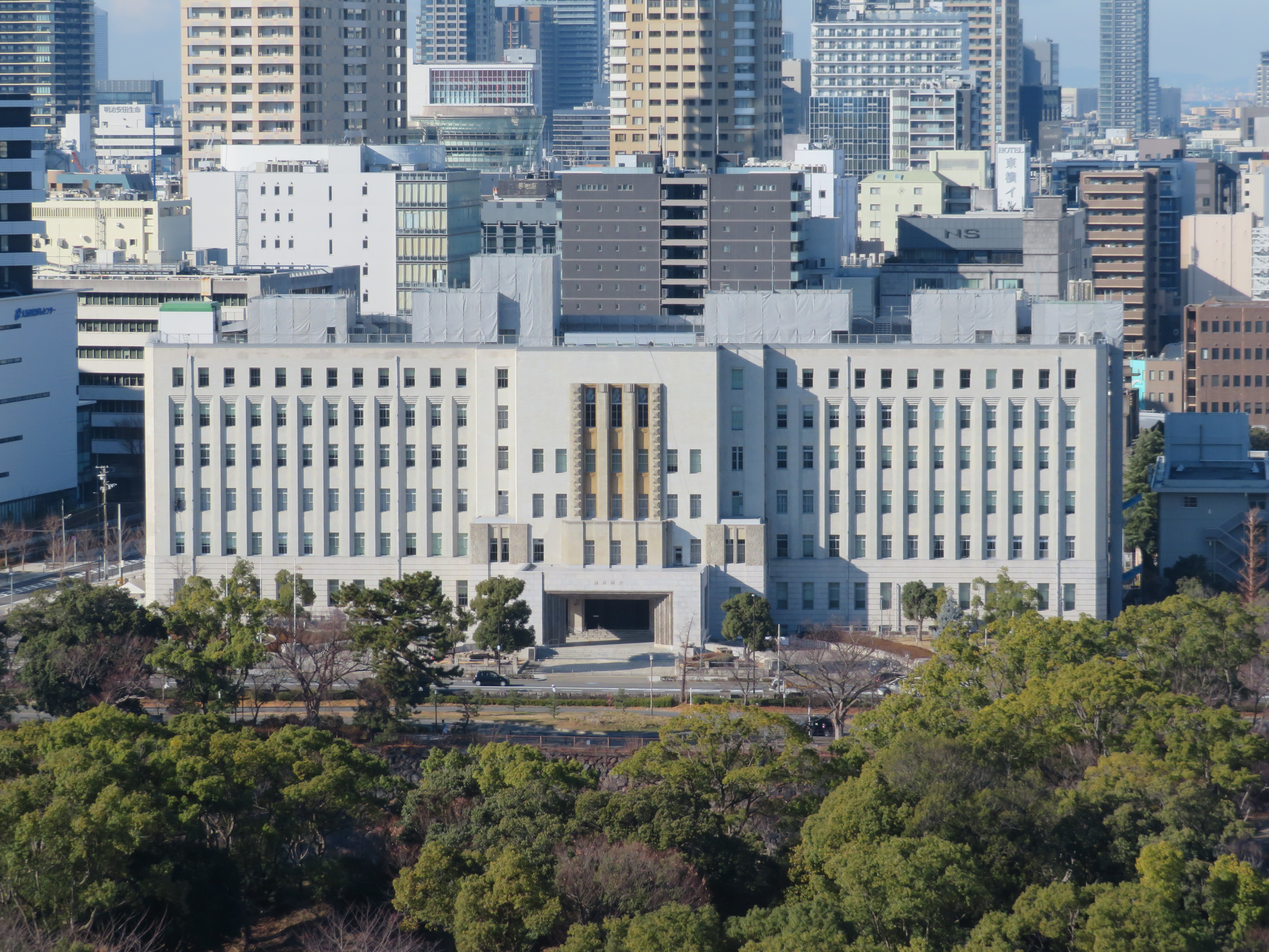
Das 1926 fertiggestellte Hauptgebäude der Präfekturverwaltung (Ōsaka-fu-honchōsha, engl. Osaka Prefectural Government Building, Osaka Prefectural Office Main Building u. ä.) in der Präfekturhauptstadt Osaka

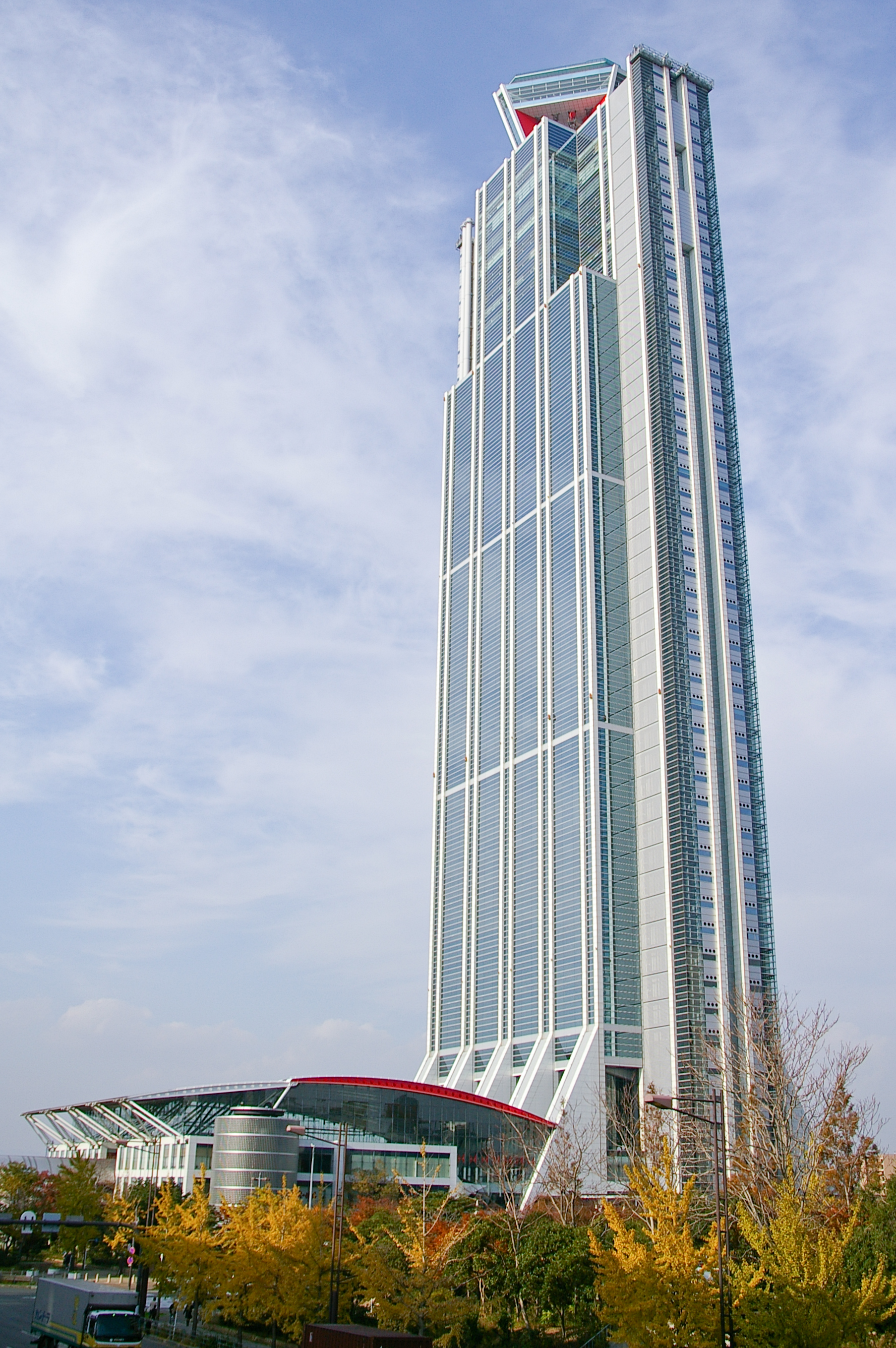
Ein geplanter Umzug der Präfekturverwaltung in das damalige Osaka World Trade Center Building (engl. ~) scheiterte 2009 im Präfekturparlament. 2010 wurde das Gebäude nach der zweiten Insolvenz der Betreibergesellschaft von der Präfekturverwaltung gekauft und heißt nun Ōsaka-fu Sakishima chōsha (engl. Osaka Prefectural Government Sakishima Building).

Die Ōsaka Fuchō (jap. 大阪府庁, engl. Osaka Prefectural Government) ist die Verwaltung der westjapanischen Präfektur Osaka (jap. Ōsaka-fu, engl. Osaka Prefecture) seit 1868. Wie alle Präfekturen Japans ist Osaka seit 1947 selbstverwaltete Gebietskörperschaft im Sinne von Kapitel 8 der Nachkriegsverfassung, an der Spitze der Verwaltung steht der direkt vom Volk gewählte Gouverneur (jap. chiji, engl. governor).
Im Fiskaljahr 2012 waren über 80.000 Menschen bei der Präfektur angestellt: 7.644 in der allgemeinen Verwaltung, 51.744 an den Schulen, 23.172 bei der Polizei und 531 in öffentlichen Betrieben.

## Geplante Neuordnung
Nach dem Ōsaka-to kōsō („Ōsaka-to-Plan“) der Ōsaka Ishin no Kai, der Partei, der sowohl der Gouverneur wie auch der Bürgermeister der Stadt Osaka angehören, soll die Präfektur Osaka – bisher Ōsaka-fu – wie die Präfektur Tokio in eine -to (engl. Metropolis, metropolitan prefecture u. Ä.) umgewandelt werden; die Stadt Osaka sowie möglichst die andere regierungsdesignierte Großstadt Sakai und weitere, umliegende Gemeinden in der Präfektur würden in „Sonderbezirke“ der Präfektur Osaka aufgelöst, und die Präfekturverwaltung erhielte einige bisher kommunale Aufgaben für das Gebiet der „Sonderbezirke“. Nach dem avisierten Zeitplan fänden die Volksabstimmungen über die Gemeindeauflösungen 2014, die tatsächliche Auflösung 2015 statt. Auch wenn der Plan und das ihn ermöglichende nationale Gesetz umgangssprachlich oft weiterhin Ōsaka-to … genannt werden, erlaubt das 2012 verabschiedete Gesetz zwar die geplante Verwaltungsreform, sieht aber die formale Umbenennung der Präfektur von -fu in -to nicht vor.

## Organisation
Anmerkung: Da weder Englisch noch Deutsch Amtssprache in Japan sind, sind alle hier angegebenen Übersetzungen inoffiziell. In der Literatur, bei öffentlichen Stellen und in der deutschsprachigen Wikipedia sind zum Teil verschiedene Übersetzungen für dieselbe Institution zu finden. Als englische Übersetzungen sind hier möglichst die von der Präfekturverwaltung selbst gewählten, in diesem Sinne „offiziellen“ Übersetzungen angegeben.
- Dem alle vier Jahre vom Volk gewählten Gouverneur und den in Osaka drei Vizegouverneuren unterstehen:
  - das Ōsaka-fu-shi daitoshi-kyoku (大阪府市大都市局, etwa „Großstadtamt für Präfektur und Stadt Osaka“) bereitet die Vereinigung mit den Verwaltungen der aufzulösenden Gemeinden nach dem to-kōsō vor. Ein gleichnamiges Amt existiert in der Verwaltung der Stadt Osaka.
  - der Beauftragte für Krisenmanagement (kiki kanri-kan, 危機管理監)
  - die Abteilung für politische Planung (seisaku-kakaku-bu, 政策企画部, engl. Department of Policy and Planning) fungiert als Sekretariat für Gouverneur und Vizegouverneure; es ist außerdem für den Internationalen Flughafen Kansai (Kansai kokusai kūkō, engl. Kansai International Airport) verantwortlich.
  - die Abteilung für allgemeine Angelegenheiten (sōmu-bu, 総務部, engl. General Affairs Department) ist unter anderem für Verwaltungs- und Personalangelegenheiten und die Finanzbeziehungen zu den Gemeinden verantwortlich.
  - die Abteilung für Finanzangelegenheiten (zaimu-bu, 財務部)
  - die Abteilung für Bürger und Kultur (fumin-bunka-bu, 府民文化部, engl. Prefectural Culture Department); neben Kultur-, Sport- und Tourismusförderung ist sie auch für die präfekturbetriebene Universität zuständig.
  - die Abteilung für Sozialleistungen (fukushi-bu, 福祉部, engl. Welfare Department)
  - die Abteilung für Gesundheit und medizinische Versorgung (kenkō-iryō-bu, 健康医療部, engl. Health and Medical Department)
  - die Abteilung für Gewerbe und Arbeit (shōkō-rōdō-bu, 商工労働部, engl. Department of Commerce, Industry and Labor)
  - die Abteilung für Umwelt, Land-, Forstwirtschaft und Fischerei (kankyō-nōrinsuisan-bu, 環境農林水産部)
  - die Abteilung für Stadtplanung (toshi-seibi-bu, 都市整備部)
  - die Abteilung für Wohnungsbau (jūtaku-machizukuri-bu, 住宅まちづくり部, engl. Housing Management Department)
  - Direkt dem Gouverneur untersteht der Buchführungsbeauftragte (kaikei-kanrisha, 会計管理者)
- Dem Präfekturparlament steht ein Sekretariat (jimu-kyoku 事務局) zur Verfügung.
- Als „Verwaltungskommissionen“ (gyōsei-iinkai) mit jeweils eigenem Sekretariat Teil der Präfekturverwaltung, aber in unterschiedlichem Maß unabhängig in ihren Aufgaben sind:
  - die Bildungskommission (kyōiku-iinkai) für die Schulaufsicht
  - die Wahlaufsichtskommission (senkyo-kanri-iinkai) für die Wahlaufsicht
  - die Revisoren (kansa-iin) zur Prüfung der Präfekturfinanzen
  - die Personalkommission (jinji-iinkai) für den öffentlichen Dienst
  - die Arbeitskommission (rōdō-iinkai) für Tarifangelegenheiten und Arbeitsbedingungen
  - die Enteignungskommission (shūyō-iinkai) für die Enteignung von Grundbesitz
  - die kaiku-gyogyō-chōsei-iinkai (海区漁業調整委員会) zur Regulierung der Meeresfischerei
  - die nai-suimen-gyojō-kanri-iinkai (内水面漁場管理委員会) für die Aufsicht über die Binnenfischerei
  - die Kommission für öffentliche Sicherheit (kōan-iinkai) und die ihr untergeordnete Präfekturpolizei